# Donna Christian-Christensen
Donna Marie Christian-Christensen (Teaneck, 19 settembre 1945) è una politica americo-verginiana, delegata delle Isole Vergini alla Camera dei rappresentanti degli Stati Uniti d'America dal 1997 al 2015.